# 한일 프로야구 레전드매치 2012
넥센타이어 한일 프로 야구 레전드매치 2012(Nexen Tire KBO-NPB Legend Match 2012)는 2012년 7월 20일 잠실야구장에서 개최된 한국 프로 야구와 일본 프로 야구의 레전드 선수들이 모여 자웅을 겨루는 시합으로, KBO 레전드가 5-0으로 NPB 레전드를 상대로 완승을 거두었고, MVP에는 이종범이 선정되었다. 2013년부터는 한일 프로 야구 레전드 슈퍼 게임이라는 이름으로 변경되어 1년에 한번씩 개최된다.

## 선수 명단

### 한국 프로 야구 레전드
- 단장 : 김성근
- 감독 : 김인식
- 코치 : 윤동균, 유남호, 김봉연(플레잉코치), 김재박(플레잉코치)
- 투수 : 김시진, 선동열, 김용수, 조계현, 한용덕, 송진우, 정민철
- 포수 : 유강남, 양의지
- 내야수 : 김성한, 김기태, 김광수, 박정태, 한대화, 김한수, 유지현, 류중일
- 외야수 : 이순철, 전준호, 장원진, 양준혁, 이종범

### 일본 프로 야구 레전드
- 단장 : 장훈
- 감독 : 후지타 다이라
- 투수 : 사사키 가즈히로, 마키하라 히로미, 니시자키 유키히로, 스노 히로시, 가네무라 사토시, 무라타 조지, 오치아이 에이지
- 포수 : 이토 쓰토무, 후지모토 히로시
- 내야수 : 후지타 타이라, 기요하라 가즈히로, 코마다 도쿠히로, 이시게 히로미치, 하츠시바 키요시, 토마시노 겐지, 무라카미 다카유키, 후쿠하라 미네오
- 외야수 : 타카하시 사토시

## 스피드 킹
- 우승 : 무라카미 다카유키 (134km/h)
- 준우승 : 이종범 (129km/h)

## 경기 결과
| 팀                                           | 1 | 2 | 3 | 4 | 5 | 6 | 7 | 8 | 9 | R | H | E |
| 일본                                         | 0 | 0 | 0 | 0 | 0 | 0 | 0 | 0 | 0 | 0 | ' | ' |
| 대한민국                                     | 2 | 0 | 0 | 0 | 2 | 1 | 0 | 0 | X | 5 | ' | 1 |
| 승리 투수: 선동열 패전 투수: 사사키 가즈히로 |   |   |   |   |   |   |   |   |   |   |   |   |

## 같이 보기
- 2012년 한국 프로 야구 올스타전